# Formule E
La Formule E, également connue sous le sigle FE, est une catégorie de compétition automobile de type monoplace électrique réglementée par la Fédération internationale de l'automobile (FIA). La FE est la seule catégorie de monoplace actuellement en compétition équipée d'un moteur exclusivement électrique.
Les monoplaces de Formule E ne sont utilisées que pour un seul championnat, le Championnat du monde de Formule E. La compétition est fondée sur des E-Prix, des courses principalement sur circuits urbains et temporaires, en ville. Initialement née sous la forme d'une catégorie monotype n'acceptant qu'un seul modèle (comparable avec la Formule 2), la FE permet depuis 2015 aux constructeurs de fabriquer leur propre moteur, ainsi que divers éléments (boîte de vitesses, train arrière, boitier de gestion électronique).
La première saison, qui voit dix équipes s'affronter sur dix circuits urbains, se tient en 2014 et 2015. En dehors des écuries spécifiques à cette discipline, le championnat attire de grands constructeurs comme Audi, Nissan, BMW, Porsche, Jaguar, et Mercedes-Benz, tous présents à partir de la saison 2019-2020.
Depuis la septième saison, la FIA confère le titre de championnat du monde à la Formule E.

## Histoire

### Développement du projet (2011-2013)
La proposition d'une discipline de courses 100 % électriques sur des circuits en ville a été conçue par Jean Todt, président de la Fédération internationale de l'automobile (FIA), et de Alejandro Agag, homme d'affaires espagnol lors d'un dîner dans un restaurant à Paris, le 3 mars 2011.
Dans la même année, la FIA lance une étude pour créer un championnat de course automobile électrique à l'horizon de 2014.

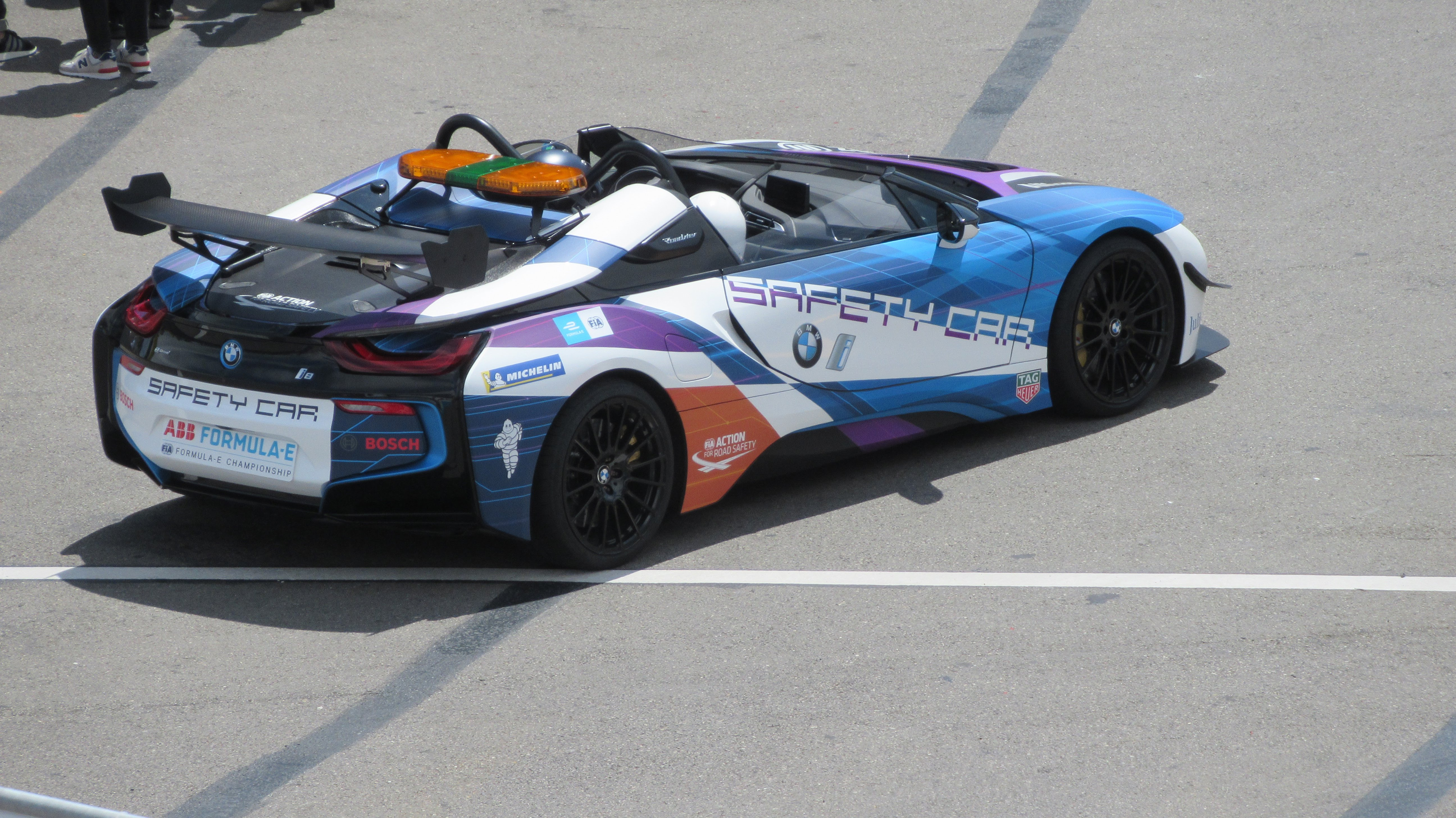
La voiture de sécurité de la FE.

Après plusieurs hypothèses concernant le type de voitures engagées (des sport-prototypes ont été envisagées), le championnat doit finalement être disputé avec des monoplaces.
La Formula E Holdings (FEH) a été fondée en 2012, peu de temps après, en novembre de la même année, la FEH signe un accord Spark Racing Technologies qui construiront les exemplaires des monoplaces pour la Formule E. En 2014, il est annoncé que c’est la BMW i8 qui sera la voiture de sécurité de la Formule E.

### Les premières années (2014-2019)

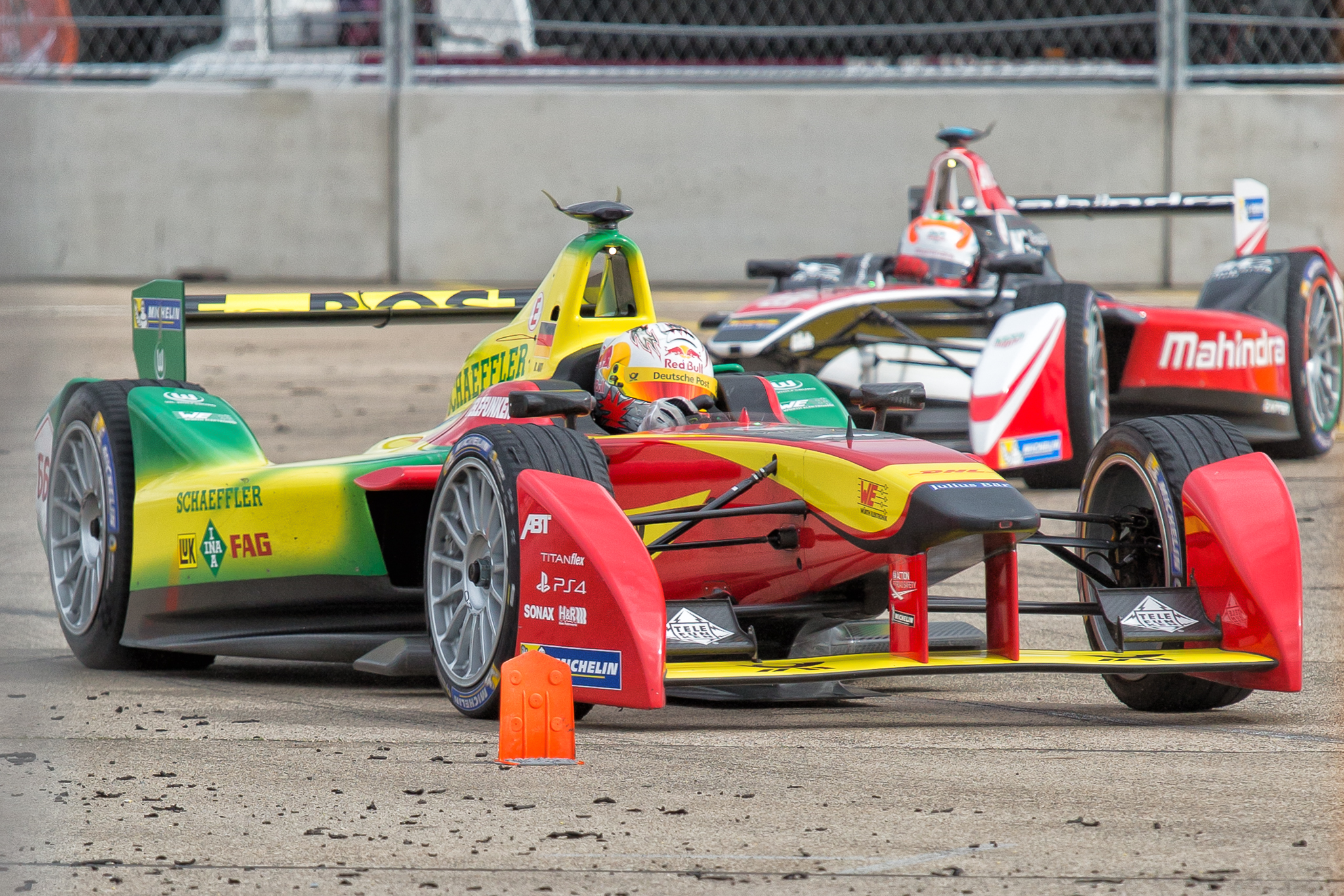
Daniel Abt à Berlin en 2015.

Pour la première saison, le modèle Spark SRT 01E de Renault est le seul homologué pour le nouveau championnat. La première course de la Formule E débute le 13 septembre 2014 à Pékin et a été remportée par Lucas di Grassi, après une collision entre Nick Heidfeld et Nicolas Prost dans le dernier virage et se termine le 28 juin 2015 a Londres. Nelsinho Piquet est devenu le premier champion de Formule E, avec un seul point d'avance sur Sébastien Buemi tandis que e.dams-Renault est sacré champion de constructeur.
Pour cette deuxième saison, les équipes peuvent développer leurs propres groupes propulseurs. Elle débute le 24 octobre 2015 à Pékin et se termine le 3 juillet 2016 a Londres. Sébastien Buemi a remporté le championnat avec seulement 2 points de plus que Lucas di Grassi en remportant le meilleur tour lors de la dernière course à Londres tandis que Renault-e.dams est de nouveau sacré champion de constructeur.
La troisième saison marque une évolution de la Spark SRT 01E, avec notamment un nouvel aileron avant. Elle débute le 9 octobre 2016 à Hong Kong et se termine le 30 juillet 2017 a Montréal. Lucas di Grassi devient champion avec 24 points d’avance sur Sébastien Buemi tandis que Renault-e.dams devient pour la troisième fois consécutive champion de constructeur.

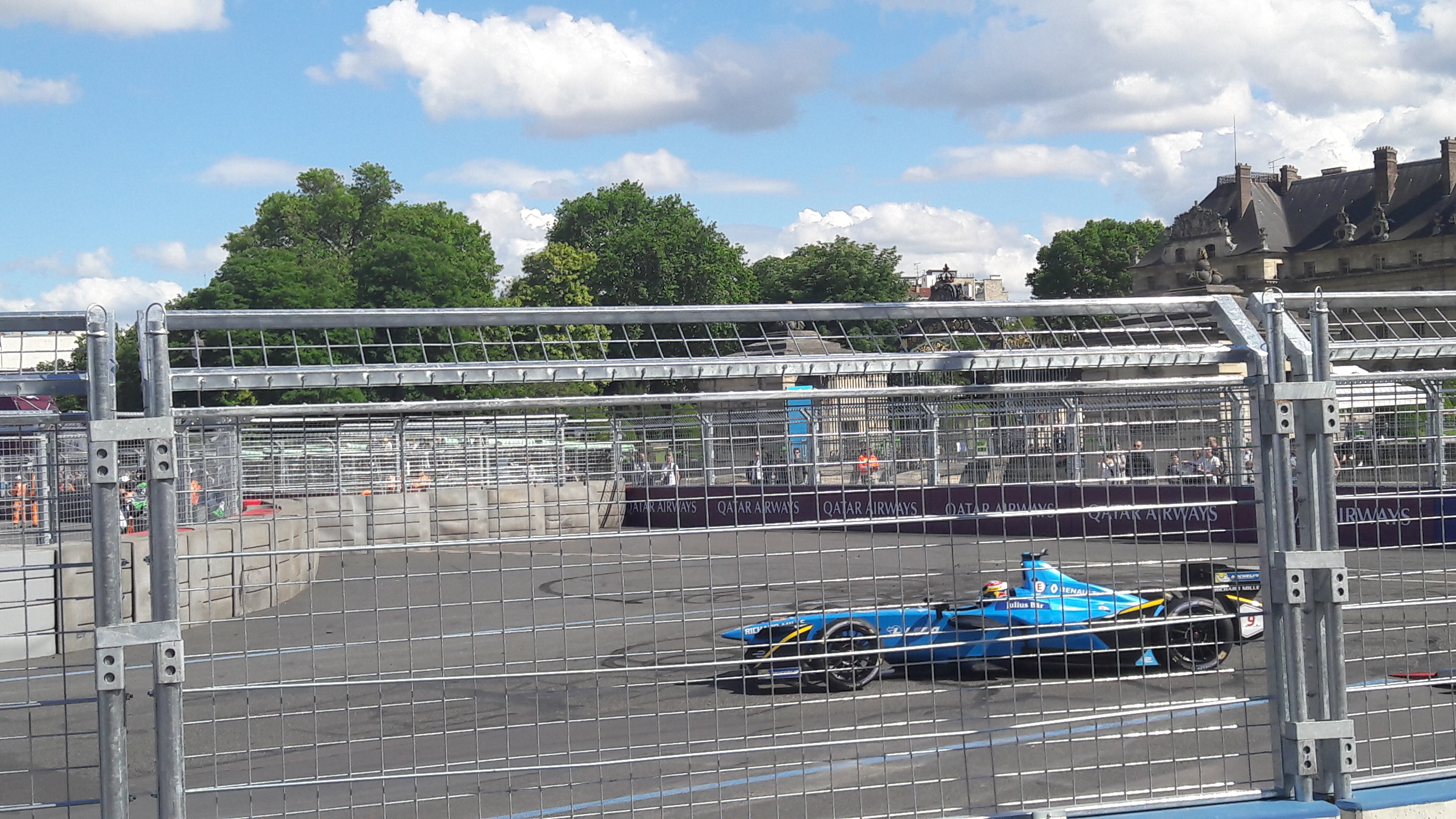
Sébastien Buemi à Paris en 2017.

La quatrième saison débute le 2 décembre 2017 à Hong Kong et se termine le 15 juillet 2018 a New York. Jean-Éric Vergne devient champion à l’avant-dernière course tandis que Audi Sport ABT Schaeffler devient champion de constructeur avec seulement 2 points d’avance sur Techeetah après un début de saison difficile.
La cinquième saison marque une évolution important des monoplaces avec l’arrivée de la Spark SRT 05E, la seconde génération, aussi appelée Gen2, avec une puissance et une autonomie considérablement améliorées, aucun changement de voiture est nécessaire.

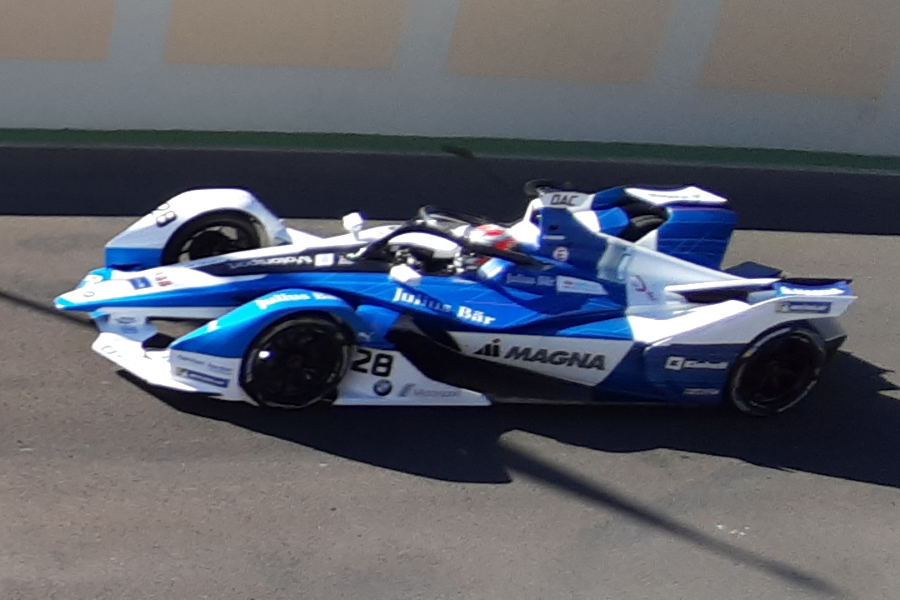
António Félix da Costa à Marrakech en 2019.

BMW, Nissan et DS Automobiles rejoignent la Formule E en tant que constructeurs officiels pour la saison 2018-2019. Le format des courses est également passé d'un nombre fixe de tours à 45 minutes plus un tour.
Elle débute le 15 décembre 2018 à Riyad et se termine le 14 juillet 2019 a New York. Jean-Éric Vergne devient pour la deuxième fois consécutive champion tandis que DS Techeetah est sacré champion de constructeur.
La FIA a annoncé en décembre 2019 que la Formule E obtiendrait le statut d’un championnat du monde à partir de la saison 2020-2021, ce qui en ferait la première série de courses monoplaces en dehors de la Formule 1 à obtenir le statut de championnat du monde.

### La Formule E face à la crise sanitaire 2020-2022
La sixième saison débute le 22 novembre 2019 à Riyad et se termine le 13 août 2020 a Berlin. Deux autres constructeurs ont rejoint la série, Mercedes-Benz et Porsche. Cependant, la saison est massivement perturbée par la pandémie qui sévit dans le monde entier. Après le report de plusieurs courses, la Formule E annonce le 13 mars 2020 la suspension totale de la saison pour deux mois, qui sera par la suite prolongée. Après plusieurs mois à l’arrêt et plusieurs annulations, la Formule E décide de reprendre et de terminer la saison avec l’organisation de six courses à Berlin, avec des mesures sanitaires strictes.
À partir de la saison 2020-2021, la Formule E se verra accorder le statut de championnat du monde de la FIA, car il répond aux critères d'avoir quatre constructeurs concurrents et des courses sur trois continents différents. Le lifting de la voiture Gen2 appelée Gen2 EVO, devait initialement faire ses débuts cette saison, mais a ensuite été retardé puis annulé en raison de la pandémie de COVID-19.
Fin octobre 2020, avant le début de la saison, la Formule E annonce avoir reporté les ePrix de Mexico et de Sanya en raison de la situation sanitaire instable liées à la pandémie de COVID-19. Un mois après, il est annoncé que les ePrix de Dariya se feront dans la nuit, ce qui sera les premières courses nocturne de la Formule E.
À la fin de 2020, quelques jours après les essais de pré-saison, Audi et BMW ont annoncé pour différentes raisons leur retrait de la Formule E après la saison 2020-2021, ce qui constitue le premier gros revers de la discipline,. Malgré cela, plusieurs écuries[Qui ?] ont confirmé continuer leur engagement dans la Formule E au-delà de 2021.
Le calendrier de la saison connaîtra plusieurs modifications de dernière minute, afin de s'adapter aux contraintes sanitaires des différents pays hôtes d'épreuve, avant que la version définitive ne soit publiee le 22 avril 2021.

## Concept

### Développement durable
La Formule E est un concept unique dans le sport automobile, qui a pour but d'unifier le sport automobile et le développement durable. Elle utilise pour la production d'énergie des générateurs de carburant alimentés avec de la glycérine, un carburant 100 % renouvelable.
La Formule E utilise uniquement un jeu de pneumatiques hybrides par course, spécialement conçus par Michelin et ensuite par Hankook pour être adaptés à toutes les conditions météorologiques. Les courses se déroulent principalement sur des pistes temporaires au cœur des villes, éliminant ainsi la nécessité de construire de nouvelles infrastructures pour chaque course.
L'organisation des courses dans les centres-villes a pour but d'inciter l'utilisation des transports en commun: aucun espace de stationnement n'est fourni pour renforcer cette démarche. 
De plus, les épreuves sont regroupées par zone géographique, afin de limiter les déplacements 
L'un des objectifs principaux est d'améliorer la qualité de l'air et de réduire les émissions de gaz à effet de serre en soutenant la recherche, le développement et la promotion des véhicules électriques en tant que solution à la pollution de l'air dans les centres-villes.
La Formule E est partenaire du Programme des Nations unies pour l'environnement (PNUE), dont l'intérêt commun est d'améliorer la qualité de l'air afin de protéger l'environnement et la santé humaine. Le but est de sensibiliser pour un avenir plus propre.

### Impacts environnementaux
D’après une analyse de la saison 4 de la Formule E, le championnat affecte moins l'environnement que d’autres championnats d’une taille comparable. Cependant, le transport de fret et matériaux font à eux seuls les trois quarts de l’impact environnemental :
- 75 % pour le transport de fret et matériaux (véhicules, équipements).
- 12 % pour le transport du personnel (pilotes, mécaniciens).
- 6 % pour le voyage des spectateurs.
- 4 % pour la nourriture.
- 3 % pour l’événement.

En juillet 2020, la Formule E[Qui ?] crée un groupe[Quoi ?] pour mieux organiser la logistique dans le transport de fret et matériaux dont le but est de réduire l’impact environnemental.[réf. nécessaire]

## Véhicules

### 2014-2018: Spark-Renault SRT 01E (Gen1)

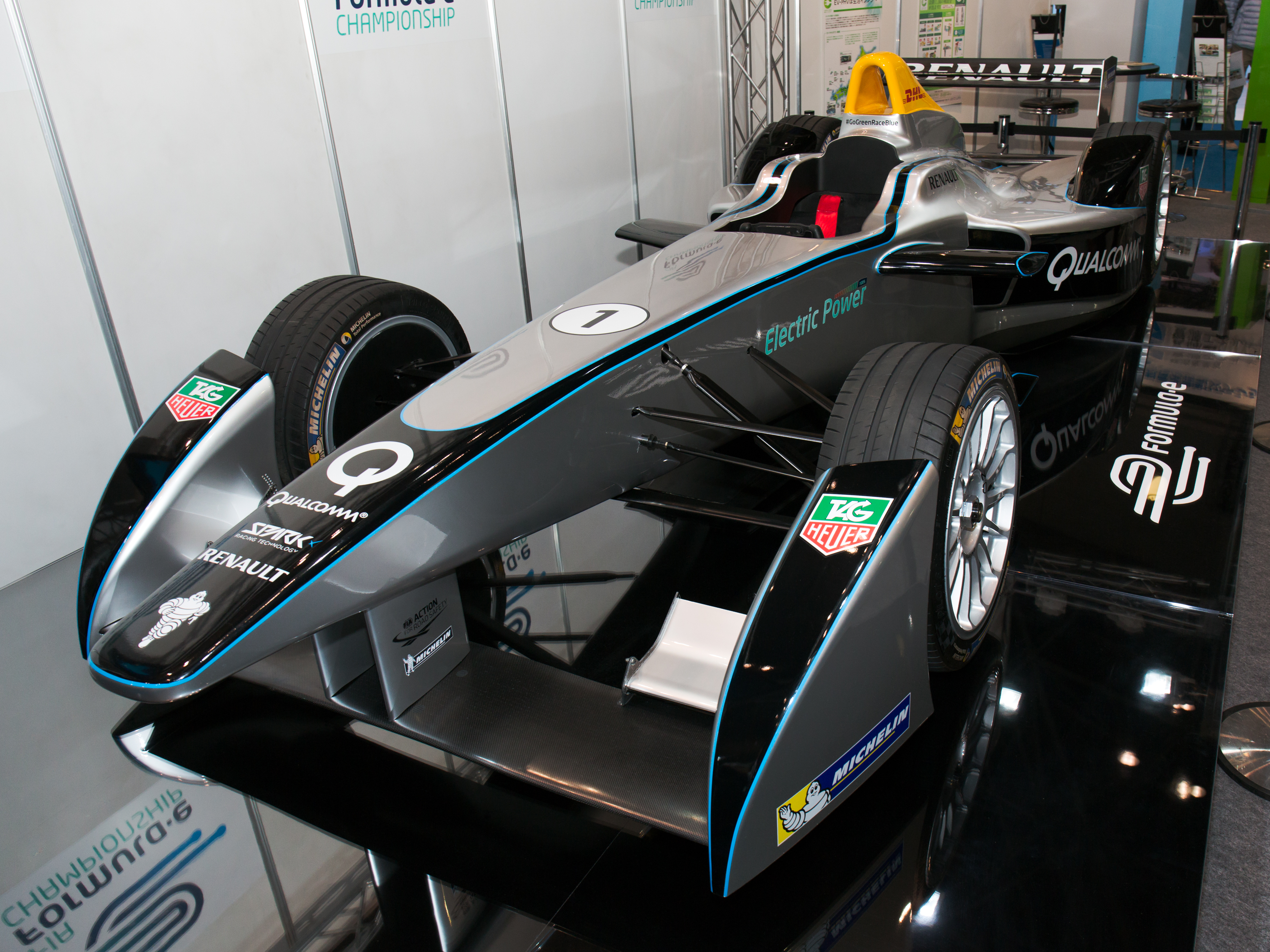
La Spark-Renault SRT 01E lors de l’exposition de Tokyo en 2013.

Bien qu'étant une catégorie ouverte à tous les constructeurs, le seul modèle homologué de Formule E, lors de la première saison (2014-2015), était la Spark-Renault SRT 01E. La partie électronique est assemblée par Renault et la partie carrosserie/châssis, conçue par Dallara, est assemblée par Spark Racing Technology.
- 0 à 100 km/h : 3,0 secondes.
- Vitesse maximum : Entre 190 et 210 km/h (limitée par la FIA).

Pour la seconde saison (2015-2016), les écuries peuvent désormais faire appel à d'autres fabricants pour le moteur électrique, le boîtier de gestion électronique, la boîte de vitesses et le train arrière (suspensions).

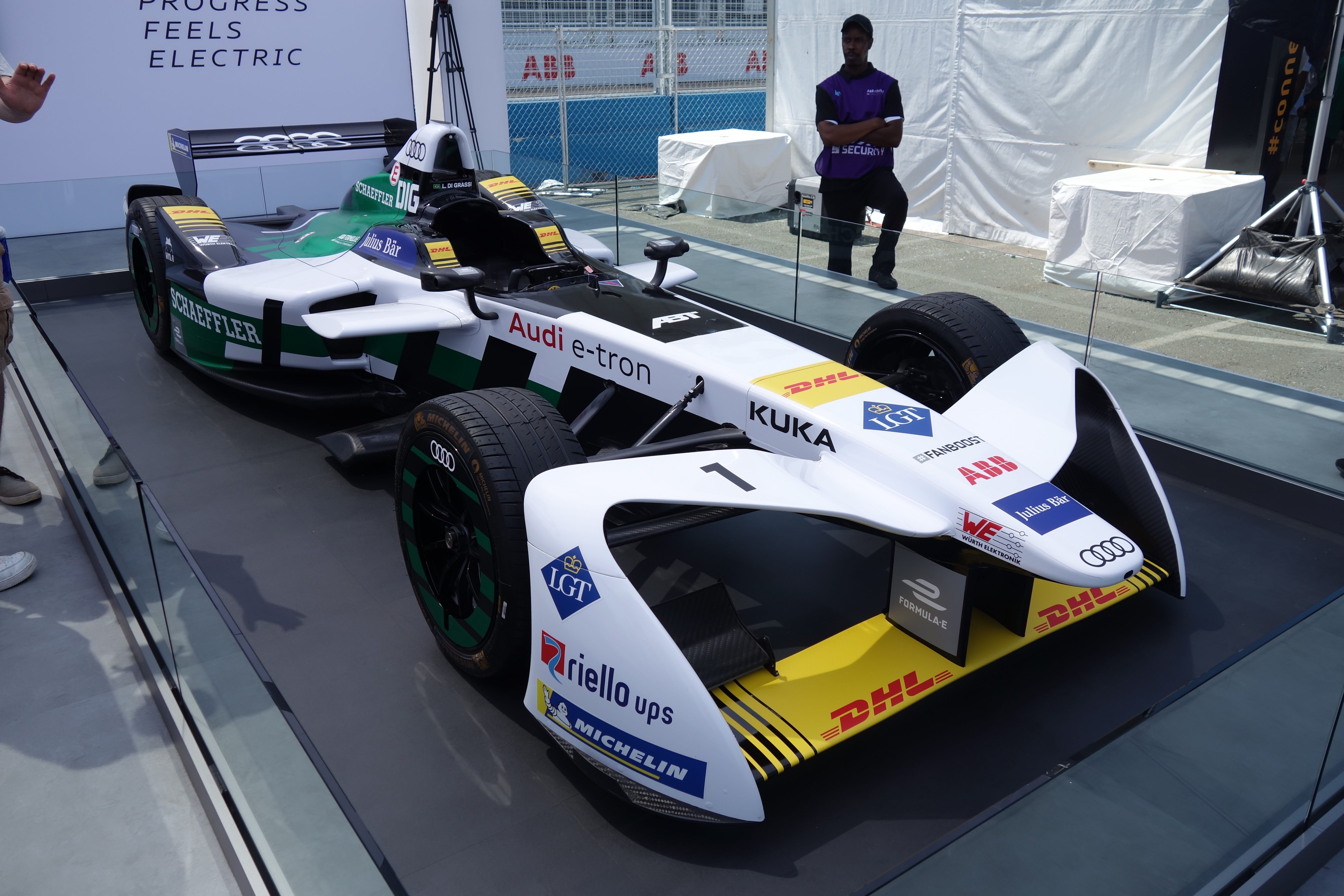
La Gen1 EVO.

Les véhicules sont autorisés à un niveau de bruit d’environ 10 décibel supérieur aux véhicules de tourisme, mais restent bien plus silencieux que les engins de course à moteur thermique ou hybride.
Pour la troisième saison, une mise à jour de la Gen1 sera présentée, la Gen1 EVO, avec un aileron avant plus solide est ainsi plus résistant, elles seront utilisées pour la troisième et quatrième saison.
| Spark-Renault SRT 01E,  | Spark-Renault SRT 01E,                                                                                                  |
| ----------------------- | --- |
|                         | |
| Châssis                 | |
| Type                    | Structure alvéolaire en fibre de carbone et aluminium                                                                   |
| Carrosserie             | |
| Matériau                | Fibre de carbone et Kevlar                                                                                              |
| Éléments aérodynamiques | Ailerons avant et arrière, déflecteurs, diffuseur                                                                       |
| Motorisation            | |
| Moteur                  | Position centrale arrière, développée par McLaren Electronic Technologies qui produit tous les moteurs de la 1re saison |
| Puissance maximale      | 200 kW, équivalent à 270 ch en qualification 180 kW, équivalent à 240 ch en course                                      |
| Régénération            | 150 kW, équivalent à 200 ch                                                                                             |
| Alimentation            | Williams Advanced Engineering Batterie RESS lithium-ion de 28 kWh                                                       |
| Transmission            | |
| Type                    | Propulsion |
| Boîte de vitesses       | Séquentielle Hewland à cinq rapports la 1re année ; 4, 3, 2 ou même un seul rapport à partir de la 2e année             |
| Commandes               | Palettes au volant |
| Trains roulants         | |
| Suspensions             | Double triangle en acier, ressorts hélicoïdaux ou barres de torsion                                                     |
| Freins                  | |
| Étriers                 | Sections circulaires en alliage d'aluminium                                                                             |
| Disques/plaquettes      | Matériaux libres |
| Roues                   | |
| Pneumatiques            | M Michelin 18" sculptés (rainurés, communs pour le sec et la pluie)                                                     |
| Jantes                  | OZ Racing magnésium Largeur max. : 260 mm avant / 305 mm arrière Diamètre max. : 650 mm avant / 690 mm arrière          |
| Dimensions et poids     | |
| Longueur                | 5 000 mm |
| Largeur                 | 1 780 mm |
| Hauteur                 | 1 050 mm |
| Empattement             | 3 100 mm |
| Largeur de voie         | 1 528 mm (avant) 1 492 mm (arrière)                                                                                     |
| Hauteur de caisse       | 75 mm |
| Poids avec pilote       | 880 kg (batteries seules : 320 kg)                                                                                      |

### 2019-2022: Spark SRT 05E (Gen2)

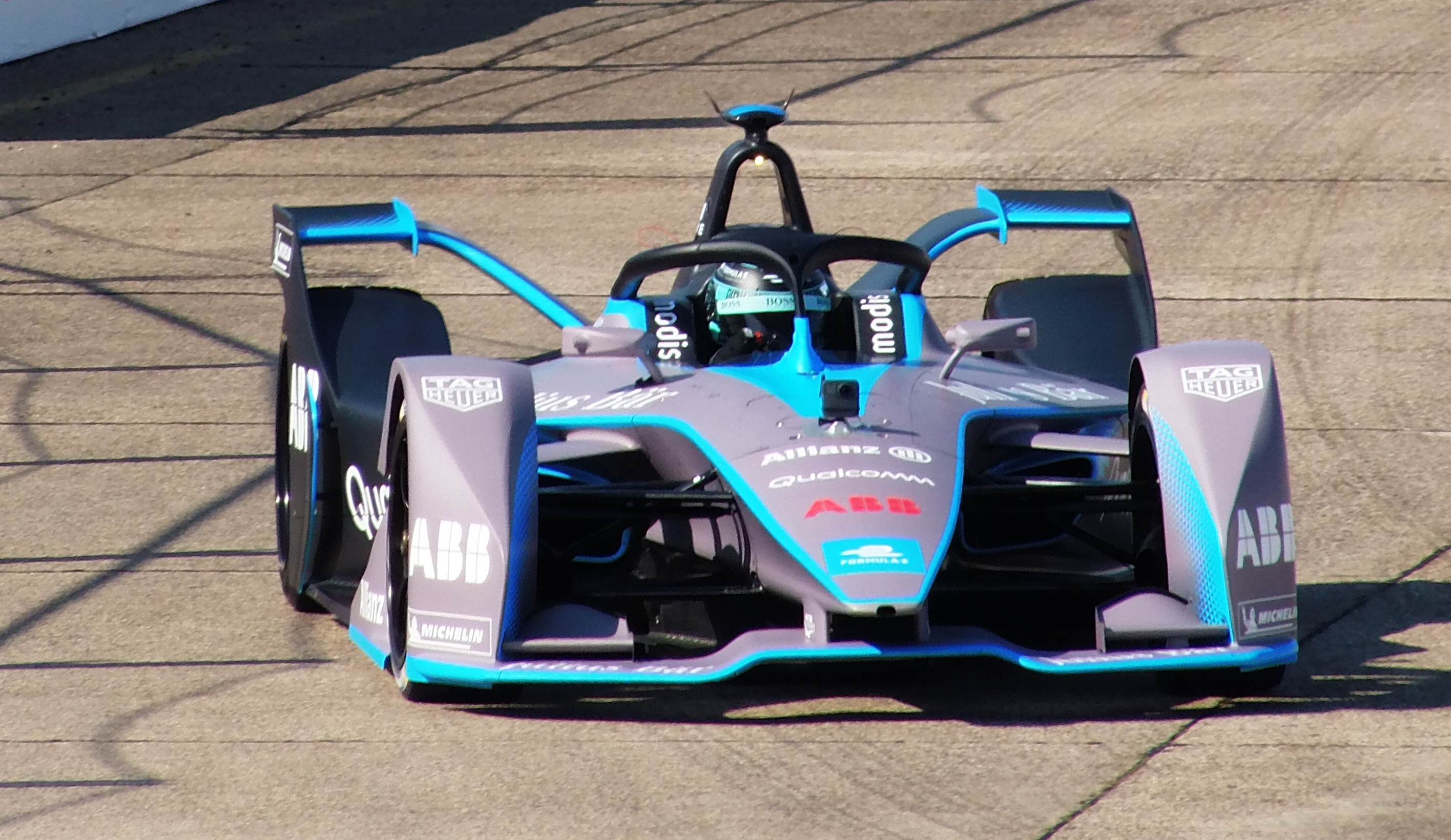
La Spark SRT 05E lors d’une démonstration à Berlin en 2018.

À partir de la cinquième saison (2018-2019), la Spark-Renault SRT 01E a été remplacée par la Spark SRT 05E, qui dispose d'une puissance de 250 kW (335 ch) maximum.
- 0 à 100 km/h : 2,8 secondes.
- Vitesse maximale : Entre 230 et 250 km/h (régulé par la FIA).

Chaque concurrent peut utiliser la puissance maximum de 250 kW en qualifications et 220 KW en course (plus 35 kW lors du « Mode-Attaque » et 25 kW lors d'un FanBoost). Les véhicules sont équipés de batteries de 54 kWh permettant de disputer une épreuve sans changement de voiture.
Chaque voiture Gen2 doit peser 900 kg minimum pilote compris (dont 385 kg de batteries). La Gen2 peut accélérer de 0 à 100 km/h en 2,8 secondes, pour une vitesse maximale de 280 km/h.
Comme pour la Gen1, la Gen2 aura également une amélioration, surtout esthétique, appelé Gen2 EVO. Initialement prévue pour la septième saison, la mise en service est repoussée d’un an en raison de la pandémie et doit devenir effective pour la huitième saison. Mais elle sera finalement complètement annulée pour éviter des coûts supplémentaires alors que plusieurs écuries ont des difficultés financières en raison de la pandémie.
| Spark SRT 05E,          | Spark SRT 05E,                                                                                                 |
| ----------------------- | --- |
|                         | |
| Châssis                 | |
| Type                    | Structure alvéolaire en fibre de carbone et aluminium                                                          |
| Carrosserie             | |
| Matériau                | Fibre de carbone et Kevlar                                                                                     |
| Éléments aérodynamiques | Ailerons avant, déflecteurs, diffuseur                                                                         |
| Motorisation            | |
| Moteur                  | Position centrale arrière                                                                                      |
| Puissance maximale      | 250 kW, équivalent à 335 ch en qualification 200 kW, équivalent à 270 ch en course                             |
| Régénération            | 250 kW, équivalent à 335 ch                                                                                    |
| Alimentation            | McLaren Applied Technologies Batterie RESS lithium-ion de 54 kWh                                               |
| Transmission            | |
| Type                    | Propulsion |
| Boîte de vitesses       | Séquentielle Hewland avec un à trois rapports                                                                  |
| Commandes               | Palettes au volant                                                                                             |
| Trains roulants         | |
| Suspensions             | Double triangle en acier, ressorts hélicoïdaux ou barres de torsion                                            |
| Freins                  | |
| Étriers                 | Sections circulaires en alliage d'aluminium                                                                    |
| Disques/plaquettes      | Matériaux libres                                                                                               |
| Roues                   | |
| Pneumatiques            | M Michelin 18" sculptés (rainurés, communs pour le sec et la pluie)                                            |
| Jantes                  | OZ Racing magnésium Largeur max. : 260 mm avant / 305 mm arrière Diamètre max. : 650 mm avant / 690 mm arrière |
| Dimensions et poids     | |
| Longueur                | 5 160 mm |
| Largeur                 | 1 770 mm |
| Hauteur                 | 1 050 mm |
| Empattement             | 3 100 mm |
| Largeur de voie         | 1 553 mm (avant) 1 505 mm (arrière)                                                                            |
| Hauteur de caisse       | 75 mm |
| Poids avec pilote       | 900 kg (batteries seules : 385 kg)                                                                             |

### 2023-: Spark Gen3
À partir de la neuvième saison (2022-2023), la Spark SRT 05E sera remplacée par la Spark Gen3, qui dispose d'une puissance de 350 kW (469 ch) maximum.
- 0 à 100 km/h : 2 secondes.
- Vitesse maximale : Entre 250 et 270 km/h (régulée par la FIA)

| Spark Gen3,.            | Spark Gen3,. |
| ----------------------- | --- |
|                         | |
| Châssis                 | |
| Type                    | Structure alvéolaire en fibre de carbone et aluminium                                                                 |
| Carrosserie             | |
| Matériau                | Lin et Fibre de carbone, dont une partie est de la fibre de carbone recyclée provenant de voitures Gen2 à la retraite |
| Éléments aérodynamiques | Ailerons avant, déflecteurs, diffuseur                                                                                |
| Motorisation            | |
| Moteur                  | Position centrale arrière                                                                                             |
| Puissance maximale      | 350 kW, équivalent à 469 ch en qualification 300 kW, équivalent à 402 ch en course                                    |
| Régénération            | 600 kW, équivalent à 804 ch                                                                                           |
| Alimentation            | Williams Advanced Engineering                                                                                         |
| Transmission            | |
| Type                    | Propulsion |
| Boîte de vitesses       | Séquentielle Hewland avec un à trois rapports                                                                         |
| Commandes               | Palettes au volant |
| Trains roulants         | |
| Suspensions             | - |
| Freins                  | |
| Étriers                 | - |
| Disques/plaquettes      | - |
| Roues                   | |
| Pneumatiques            | H Hankook |
| Jantes                  | - |
| Dimensions et poids     | |
| Longueur                | 5 016 mm |
| Largeur                 | 1 700 mm |
| Hauteur                 | 1 023 mm |
| Empattement             | 2 970 mm |
| Largeur de voie         | - |
| Hauteur de caisse       | - |
| Poids avec pilote       | 840 kg |

## Équipements

### Châssis
En novembre 2012, la Formula E Holdings, organisateur de la Formule E, a déclaré que Spark Racing Technology était officiellement désigné pour concevoir et construire les monoplaces pour le nouveau championnat complètement électrique.
La voiture, appelée Spark-Renault SRT 01E, a été développée en collaboration avec McLaren Electronic Technologies, Williams Advanced Engineering, Dallara et Renault. Lors de la saison inaugurale, toutes les équipes ont piloté cette voiture. À partir de la deuxième saison, les équipes ont été autorisées à développer leurs propres groupes motopropulseurs et logiciels. Spark Racing Technology a mis à jour le châssis pour la saison 2016-2017, en introduisant un aileron avant plus complexe et solide. La Spark-Renault SRT 01E était en compétition pendant les quatre premières saisons.
La FIA a désigné Spark Racing Technology pour la seconde génération qui entrera en 2018 en vigueur avec un châssis entièrement repensé qui comprenait le dispositif de sécurité halo. En 2020, Spark Racing Technology a été de nouveau désigné pour les voitures de la troisième génération.

### Batteries
La Spark-Renault SRT 01E utilise des batteries de propulsion développées par Williams Advanced Engineering. Ces dernières contiennent une énergie de 28 kWh pour un poids de 320 kg.
La Spark SRT 05E utilise des batteries de propulsion développées par McLaren Applied Technologies. Ces dernières contiennent une énergie de 54 kWh pour un poids de 385 kg.
Pour la troisième génération, Williams Advanced Engineering développera de nouveau les batteries.
Conformément à la réglementation, les voitures de Formule E ne pourront pas être rechargées pendant les qualifications et la course, ainsi que pendant le parc fermé et les vérifications techniques. Les équipes peuvent charger les voitures entre les sessions et pendant les entraînements.

### Pneus

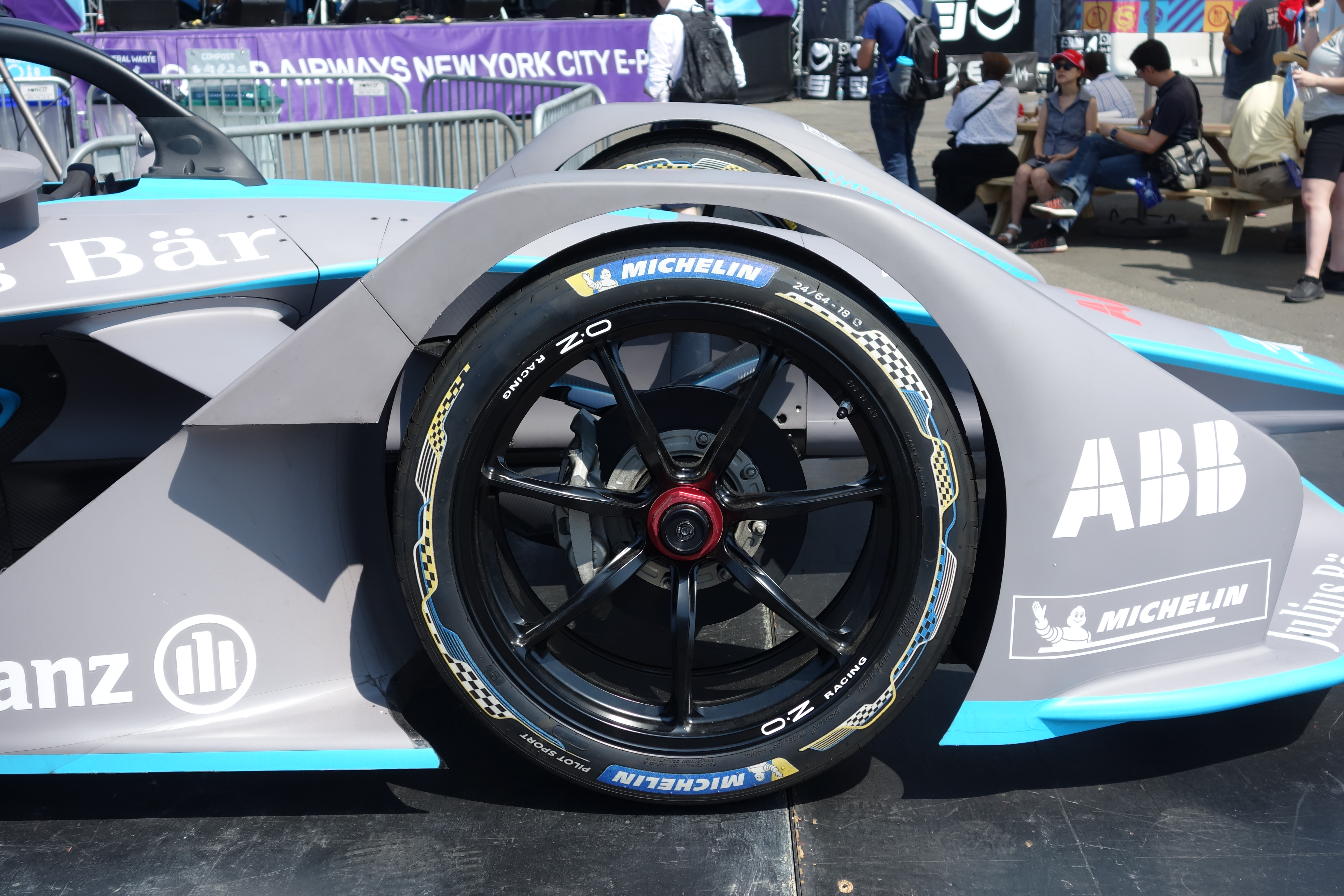
Roue avant droite d’une Formule E.

La Formule E utilise des pneus à profil utilisables aussi bien par temps sec qu'humide. Les roues ont un diamètre de 18 pouces. Chaque pilote dispose de deux jeux de pneus pour tout le week-end de course, avec lesquels il doit participer aux essais libres, aux qualifications et à la course.
Entre 2014 et 2022, Michelin était l'unique fournisseur. Pour la saison 2016-2017, Michelin a développé un nouveau pneu qui, par rapport aux pneus des saisons précédentes, atteint la température de pneu requise plus rapidement et offre une meilleure adhérence. La résistance au roulement a été réduite de 16 % et l'ensemble des pneus a été allégé de 5 kilogrammes. Hankook remplace Michelin à partir de la saison 2022-2023.

### Halo

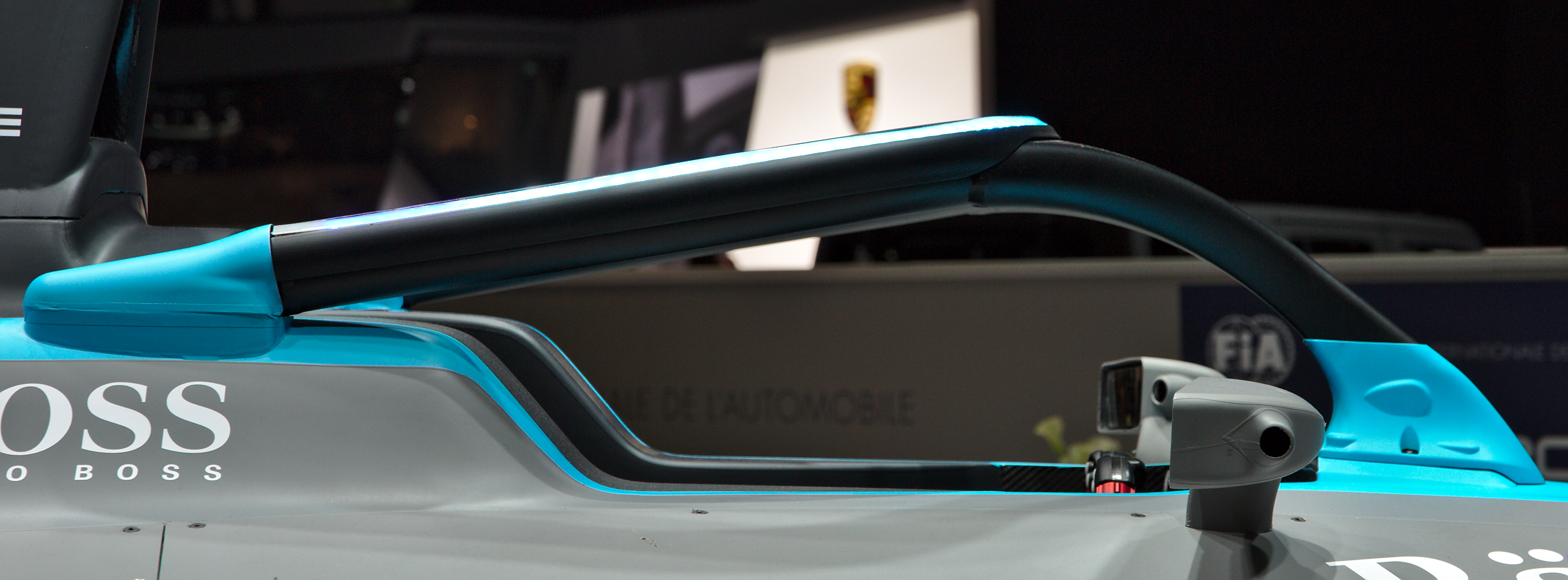
Le Halo de la Formule E.

Depuis l’arrivée de la Gen2 pour la cinquième saison, le Halo est devenu un équipement obligatoire pour protéger les pilotes d’éventuels débris.
En plus de cela, le Halo a également un aspect esthétique, des LED sont intégrés sur le Halo qui ont pour fonctions d'illuminer en bleu-violet quand le pilote active le « Mode-Attaque ».

## Organisation des courses

### Circuits

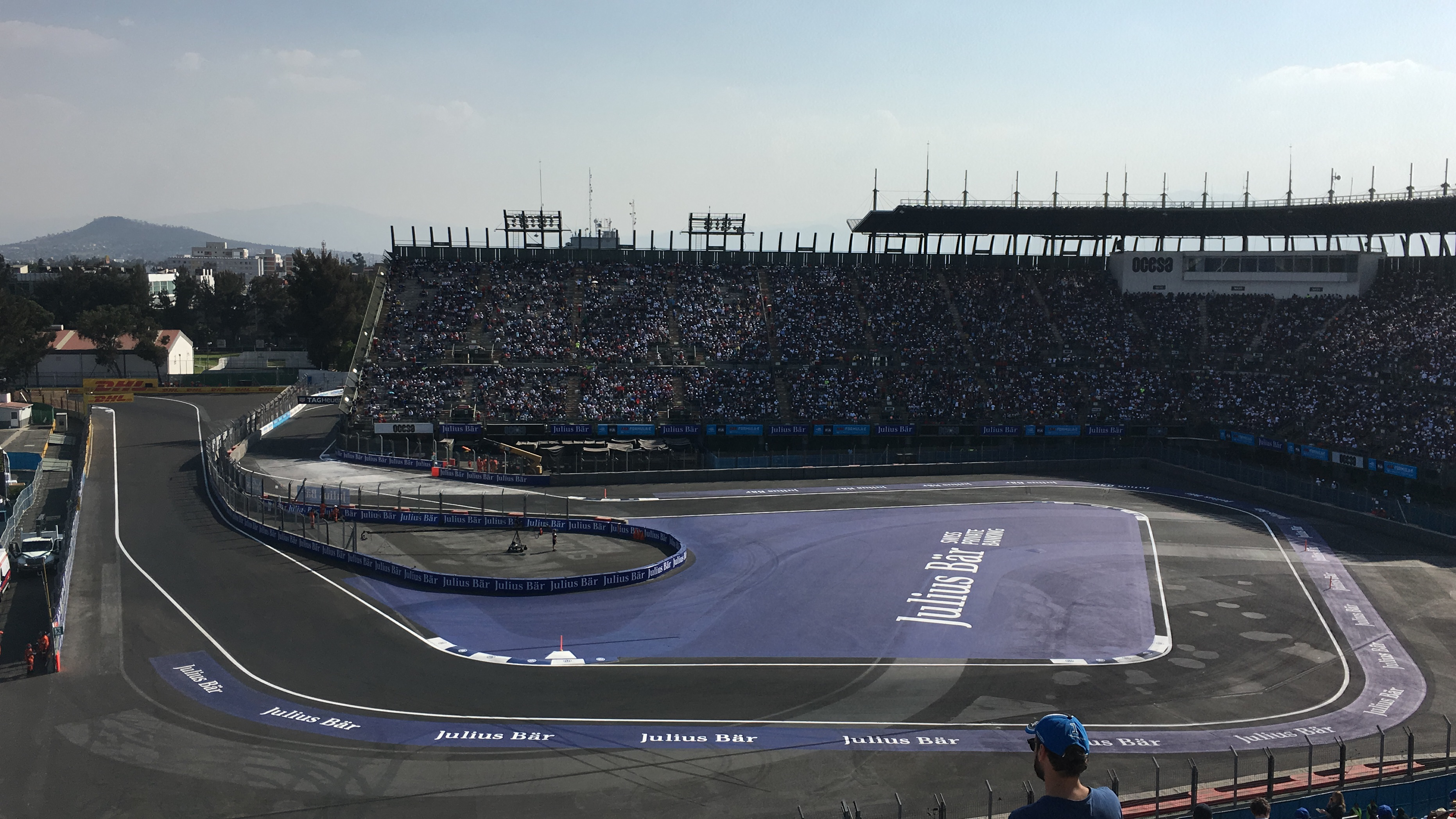
L’ePrix de Mexico, le premier circuit permanent de la Formule E.

Le championnat se déroule en grande majorité sur des circuits urbains temporaires. La première saison se déroule sur dix circuits dans dix villes, sur trois continents différents. Pour les prochaines saisons, le nombre de circuit a continuellement augmenté.
L’ePrix de Berlin 2015 est la première course qui ne se déroule pas sur un circuit dans le centre-ville mais sur un aéroport désaffecté (Berlin-Tempelhof). L’ePrix de Mexico 2016 est la première course à se dérouler sur un circuit permanent.

### Écuries
Chaque écurie comprend deux pilotes titulaires et deux voitures. Les écuries ont aussi la possibilité d'embaucher deux pilotes d'essais maximum. Initialement limitée à 10 écuries, elle a été augmentée à 12 depuis la cinquième saison. Audi ayant quitté la discipline à l'issue de la saison 2020-2021, le plateau est actuellement constitué de 22 pilotes et 11 écuries. 11 constructeurs automobiles sont présents en Formule E :
DS Automobiles - Porsche - Jaguar - Mahindra - Andretti - Maserati - Nissan - Penske - Cupra - McLaren - ERT
Pour la saison 2023-2024 : 11 écuries sont présentes 
DS Penske - NEOM McLaren Formula E Team - TAG Hauer Porsche Formula E Team - Andretti Global - Envision Racing - Jaguar TCS Racing - Mahindra Racing - Maserati MSG Racing - Nissan Formula E Team - ABT Cupra Formula E Team et ERT Fomrula E Team

### Format des courses
À l'issue de deux simulations de course, à Pékin, début août 2014, les organisateurs de la Formule E établissent le programme-type d'une manche de Formule E.
Pour la première saison, il y a deux séances d'essais libres, la première se déroule sur 45 minutes, et la seconde sur 30 minutes. Les qualifications suivent et sont découpées en quatre groupes, constitués chacun de cinq pilotes. Chaque pilote a dix minutes pour réaliser le meilleur temps possible. La course se dispute plus tard et prend environ une heure. Durant cette course, les pilotes doivent rentrer aux stands au moins une fois, pour changer de voiture. Ce changement de voiture s'explique alors par le manque d'autonomie des monoplaces, dont les batteries ne permettaient pas d'assurer toute la durée de la course.
Au cours des années, ces données ont continuellement évolué.
Pour la deuxième saison, le format des qualifications a été modifié, le temps de passage de chaque groupe composé de cinq pilotes a été réduit de 10 minutes à 6 minutes, les cinq meilleurs pilotes se qualifient pour la Superpole pour déterminer ensuite les cinq premières positions. De plus, la règle où tous les résultats excepté le moins bon sont pris en compte pour le classement des pilotes est abolie. Finalement, le FCY (Full Course Yellow) a été introduit pour éviter la sortie de la voiture de sécurité pour des incidents mineurs.
À partir de la troisième saison, le point bonus pour le meilleur temps a été réduit de 2 à 1 point. Qui sera seulement décerné pour le pilote qui se serait classé dans les points à partir de la quatrième saison.

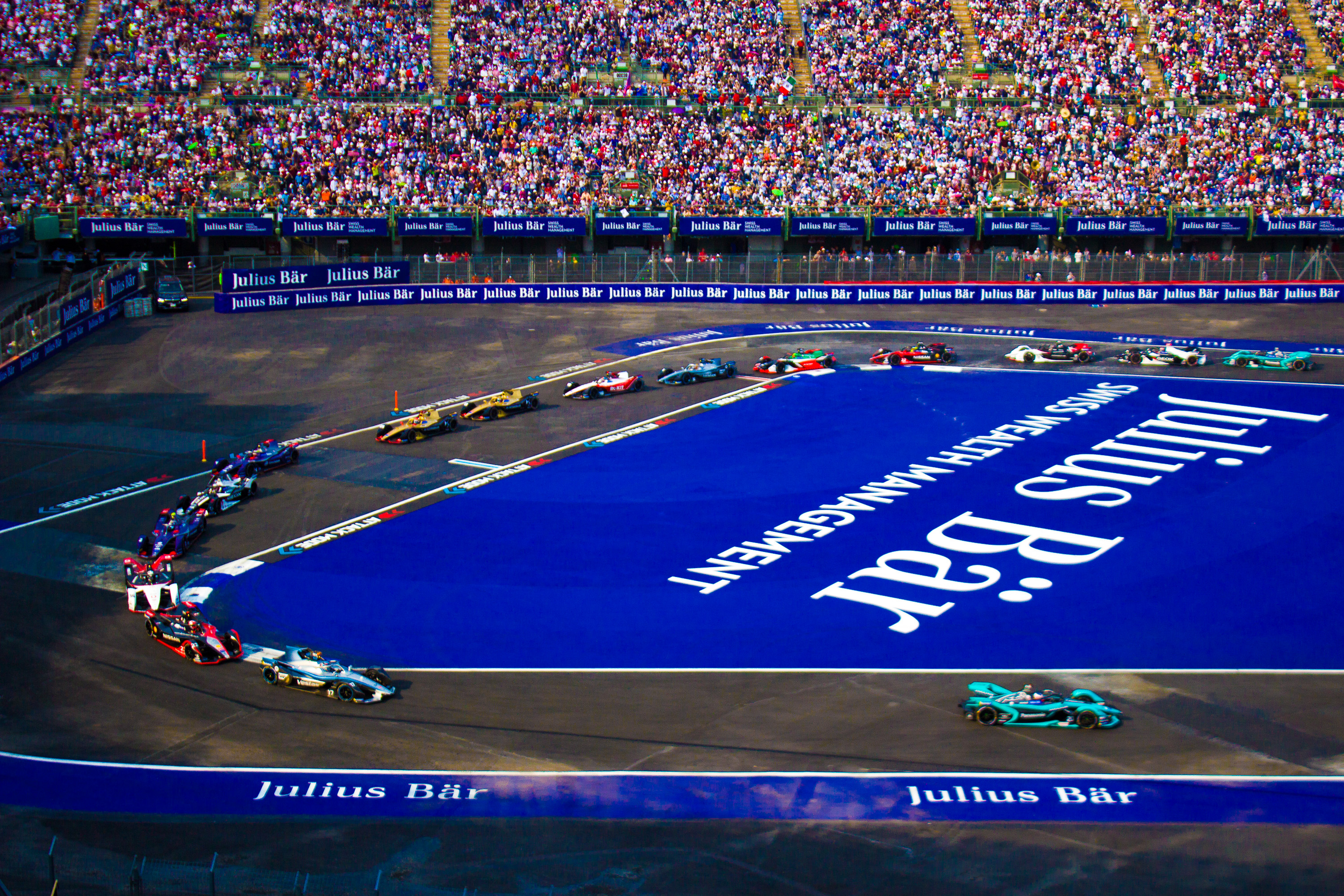
La zone du « Mode-Attaque » se situe entre les barres rouges et bleus.

À partir de la saison 5, une nouvelle voiture est introduite, la « Gen2 ». Cette dernière permet aux pilotes de parcourir toute la distance de course sans changer de voiture. En outre, un nouveau mode sera introduit, le « Mode-Attaque », le pilote doit traverser une zone indiquée sur le circuit qui se situe généralement en dehors de la ligne idéale pour pouvoir l’activer, la durée et le nombre d’utilisation varie entre chaque course, mais est généralement de deux fois 4 minutes. Pendant ce temps, le pilote reçoit 25 kW de puissance supplémentaire, valeur qui sera augmentée à 35 kW pour la sixième saison.
Également à partir de la saison 5, du fait de l'augmentation du nombre maximal d’écuries de 10 à 12, le nombre de pilotes par groupe et pour la Superpole passent de cinq à six.
Programme type depuis la saison 9 (2022-2023) :
- 08 h 00 - 08 h 45 : première séance d'essais libres (45 minutes).
- 10 h 30 - 11 h 00 : deuxième séance d'essais libres (45 minutes).
- 13 h 40 - 15 h 00 : qualification (2 groupes de 11, huitièmes, quarts, demi et finale pour déterminer la pôle).
- 17 h 00 - 17 h 50 : course (45 à 60 minutes) (Entre 35 et 50 tours).

### FanBoost
Le FanBoost est un outil unique de la Formule E et donne aux téléspectateurs la possibilité d'influencer activement la course.
Pour chaque course, les fans peuvent voter pour leur pilote préféré via les médias sociaux et le site officiel de la Formule E pour donner de l’énergie supplémentaire. Le vote commence six jours avant l'événement et se termine après les 15 premières minutes de la course. Les cinq pilotes ayant reçu le Fanboost reçoivent une puissance supplémentaire qui peut être utilisée dans une fenêtre de 5 secondes pendant la seconde moitié de la course. Le FanBoost n'existe plus depuis la saison 9.

### Mode-Attaque
Avec la cinquième saison, une fonctionnalité appelée Mode-Attaque a été introduite dans laquelle les pilotes reçoivent 25 kW supplémentaires de puissance en traversant une zone désignée du circuit hors de la ligne idéale. La durée du Mode-Attaque et le nombre d’utilisation ne sont décidés que peu de temps avant chaque course par la FIA. Tous les Mode-Attaque doivent être activés à la fin de la course, mais n'ont pas besoin d'être épuisés (c'est-à-dire que si un dernier Mode-Attaque est activé dans l'avant-dernier tour, le pilote n'est pas pénalisé pour l'avoir activé à la fin de la course).
À partir de la saison 6, la puissance supplémentaire a été augmentée à 35 kW. S'il y a un Full Course Yellow (FCY) ou que la voiture de sécurité est déployée, le Mode-Attaque n’est pas autorisé à être activé.

### Attribution des points
Les points sont attribués avec le système standard de la FIA aux dix meilleurs pilotes. Trois points sont également attribués au pilote assurant la pole position, tandis que le pilote réalisant le meilleur tour reçoit un point supplémentaire s'il termine dans les dix premiers (deux points lors des deux premières saisons), et finalement un point est attribué au pilote le plus rapide lors des groupes de qualification (quatre groupes de six pilotes).
| Position | 1er | 2e | 3e | 4e | 5e | 6e | 7e | 8e | 9e | 10e | Pole | MT | MTGQ* |
| Points   | 25  | 18 | 15 | 12 | 10 | 8  | 6  | 4  | 2  | 1   | 3    | 1  | 1     |

- MTGQ : Meilleur tour du groupe de qualification.

### Essais privés
Les équipes et les pilotes ont la possibilité d'effectuer dix journées d'essais privés : six avant le début de la saison, deux pendant la saison et deux après la fin du championnat. Les journées d'essais comportent deux périodes de trois heures chacune (matin et après-midi). Les circuits adaptés à la Formule E doivent être sinueux et peu rapide pour se rapprocher des tracés urbains utilisés lors de la saison.
Les circuits utilisés pour les essais privés de Formule E :
- Donington Park,  Donington, Royaume-Uni (2014-2016).
- Circuit Ricardo Tormo,  Valence, Espagne (depuis 2017)[33].

Les essais privés ont lieu sur des circuits permanents mais modifiés et raccourcis pour se rapprocher des conditions des circuits urbains.

## Palmarès
| Saison    | Championnat des pilotes | Championnat des pilotes          | Championnat des pilotes          | Championnat des pilotes | Championnat par équipes          | Championnat par équipes | Nombre d’ePrix |
| Saison    | Pilote                  | Voiture                          | Écurie                           | Points                  | Écurie                           | Points                  | Nombre d’ePrix |
| --------- | ----------------------- | -------------------------------- | -------------------------------- | ----------------------- | -------------------------------- | ----------------------- | -------------- |
| 2014-2015 | Nelsinho Piquet         | Spark-Renault SRT 01E McLaren    | NEXTEV TCR                       | 144                     | e.dams-Renault                   | 232                     | 11             |
| 2015-2016 | Sébastien Buemi         | Renault ZE.15                    | Renault-e.dams                   | 155                     | Renault-e.dams                   | 270                     | 10             |
| 2016-2017 | Lucas di Grassi         | ABT Scaheffler FE02              | Audi Sport Abt Schaeffler        | 181                     | Renault-e.dams                   | 268                     | 12             |
| 2017-2018 | Jean-Éric Vergne        | Renault ZE.17                    | Techeetah Formula E Team         | 198                     | Audi Sport Abt Schaeffler        | 264                     | 12             |
| 2018-2019 | Jean-Éric Vergne        | DS E-TENSE FE19                  | DS Techeetah Formula E Team      | 136                     | DS Techeetah Formula E Team      | 222                     | 13             |
| 2019-2020 | António Félix da Costa  | DS E-TENSE FE20                  | DS Techeetah Formula E Team      | 158                     | DS Techeetah Formula E Team      | 244                     | 11             |
| 2020-2021 | Nyck De Vries           | Mercedes-Benz AQ Silver Arrow 02 | Mercedes-Benz EQ Formula E Team  | 99                      | Mercedes-Benz EQ Formula E Team  | 181                     | 15             |
| 2021-2022 | Stoffel Vandoorne       | Mercedes-Benz EQ Silver Arrow 03 | Mercedes-Benz EQ Formula E Team  | 213                     | Mercedes-Benz EQ Formula E Team  | 319                     | 16             |
| 2022-2023 | Jake Dennis             | Porsche 99X Electric             | Avalanche Andretti Formula E     | 229                     | Envision Racing                  | 304                     | 16             |
| 2023-2024 | Pascal Wehrlein         | Porsche 99X Electric             | TAG Heuer Porsche Formula E Team | 199                     | Jaguar Racing                    | 368                     | 16             |
| 2024-2025 | Oliver Rowland          | Nissan 4-ORCE 05                 | Nissan Formula E Team            | 184                     | TAG Hauer Porsche Formula E Team | 256                     | 16             |

## Pilotes vainqueur d'un ePrix
| Pilotes                | Victoires | Écurie(s)                                         | Écurie (saison 11) | Saisons              |
| ---------------------- | --------- | ------------------------------------------------- | ------------------ | -------------------- |
| Sébastien Buemi        | 14        | Renault - Nissan - Envision                       | Envision           | 1-2-3-4-5-6-7-8-9-10 |
| Mitch Evans            | 14        | Jaguar                                            | Jaguar             | 3-4-5-6-7-8-9-10     |
| Lucas di Grassi        | 13        | Audi - Venturi - Mahindra - ABT Lola              | ABT Lola           | 1-2-3-4-5-6-7-8-9-10 |
| Sam Bird               | 12        | Virgin - Jaguar - McLaren                         | McLaren            | 1-2-3-4-5-6-7-8-9-10 |
| António Félix da Costa | 12        | Aguri - Andretti - DS Techeetah - Porsche         | Porsche            | 1-2-3-4-5-6-7-8-9-10 |
| Jean-Éric Vergne       | 11        | Andretti - Virgin - DS Techeetah - DS Penske      | DS Penske          | 1-2-3-4-5-6-7-8-9-10 |
| Nick Cassidy           | 7         | Envision - Jaguar                                 | Jaguar             | 7-8-9-10             |
| Edoardo Mortara        | 6         | Venturi - Maserati - Mahindra                     | Mahindra           | 4-5-6-7-8-9-10       |
| Jake Dennis            | 6         | Andretti                                          | Andretti           | 7-8-9-10             |
| Pascal Wehrlein        | 6         | Mahindra - Porsche                                | Porsche            | 5-6-7-8-9-10         |
| Maximilian Günther     | 5         | Dragon - Andretti - Nissan - Maserati - DS Penske | DS Penske          | 5-6-7-8-9-10         |
| Nyck de Vries          | 4         | Mercedes - Mahindra                               | Mahindra           | 6-7-8-9-10           |
| Stoffel Vandoorne      | 3         | HWA - Mercedes - DS Penske - Maserati             | Maserati           | 5-6-7-8-9-10         |
| Nicolas Prost          | 3         | Renault                                           | -                  | 1-2-3-4              |
| Jérôme d'Ambrosio      | 3         | Dragon - Mahindra                                 | -                  | 1-2-3-4-5            |
| Felix Rosenqvist       | 3         | Mahindra                                          | -                  | 3-4                  |
| Oliver Rowland         | 3         | Nissan - Mahindra - Nissan                        | Nissan             | 5-6-7-8-9-10         |
| Nelsinho Piquet        | 2         | NIO - Jaguar                                      | -                  | 1-2-3-4-5            |
| Daniel Abt             | 2         | Audi - NIO                                        | -                  | 1-2-3-4-5-6          |
| Robin Frijns           | 2         | Andretti - Virgin - ABT Cupra - Envision          | Envision           | 2-3-5-6-7-8-9-10     |
| Norman Nato            | 1         | Venturi - Nissan - Andretti                       | Nissan             | 7-9                  |
| Alexander Sims         | 1         | Andretti - Mahindra                               | -                  | 5-6-7-8              |
| Alexander Lynn         | 1         | Virgin - Mahindra                                 | -                  | 3-4-6-7              |

- En vert, les pilotes ayant remporté au moins une fois le championnat.
- En gras, les pilotes encore actifs dans la discipline.

## Championnats associés

### Roborace
Roborace a développé la première voiture de course autonome et électrique au monde. La société prévoit de développer le premier championnat mondial pour les voitures sans conducteur. Des démonstrations lors de certaines courses pendant la troisième et quatrième saison de Formule E ont été organisées.

### Jaguar I-Pace eTrophy
La Formule E et Jaguar ont proposé un championnat monotype basé sur le SUV électrique Jaguar I-Pace, dont la version compétition est directement issue du modèle de production. La série s'est déroulée lors de la cinquième et sixième saisons de Formule E. Initialement prévue pour une saison, elle a été prolongée à trois saisons, mais la pandémie a obligé les organisateurs à arrêter le championnat après la deuxième saison.

### Extreme E
L’Extreme E est un championnat basé sur le même principe que la Formule E avec des SUV électriques off-road conçus par Spark Racing Technology et des batteries par Williams Advanced Engineering. La première saison de l’Extreme E devra se dérouler en 2021 dans cinq endroits aussi différents qu’exotiques (Sahara, Amazonie, Arctique, Himalaya et Océan Indien). Le but est à part d’organiser des courses d’attirer l’attention sur les effets et conséquences du réchauffement climatique.

### Race at Home Challenge
Au cours de la pandémie causée par le coronavirus, qui provoque alors l'arrêt des courses, la Formule E organise avec l'UNICEF une compétition e-sport, le « Race at Home Challenge ». Il est organisé à l'aide d’un simulateur et comporte deux grilles distinctes, l'une composée de pilotes de la Formule E, et l'autre remplie par des joueurs d’e-sport.

### Formula E Accelerate
Début janvier 2021, la direction de la Formule E annonce la création d'une nouvelle compétition e-sport dotée d'un prix de plus de 100 000 euros, qui repose aussi sur un partenariat avec l'UNICEF. Forte du succès du Race at Home Challenge, la Formule E lance un nouveau format de compétition sur six semaines. Sur cette période, 24 joueurs conseillés et encadrés par des pilotes et des dirigeants de la Formule E sont aux sélectionnés sur six courses courues sur rFactor2. Des qualifications sont ouvertes au public. Douze pilotes de Formule E participent également à deux courses et les points obtenus en Esport sont reportés sur le classement général réel.

## Galerie

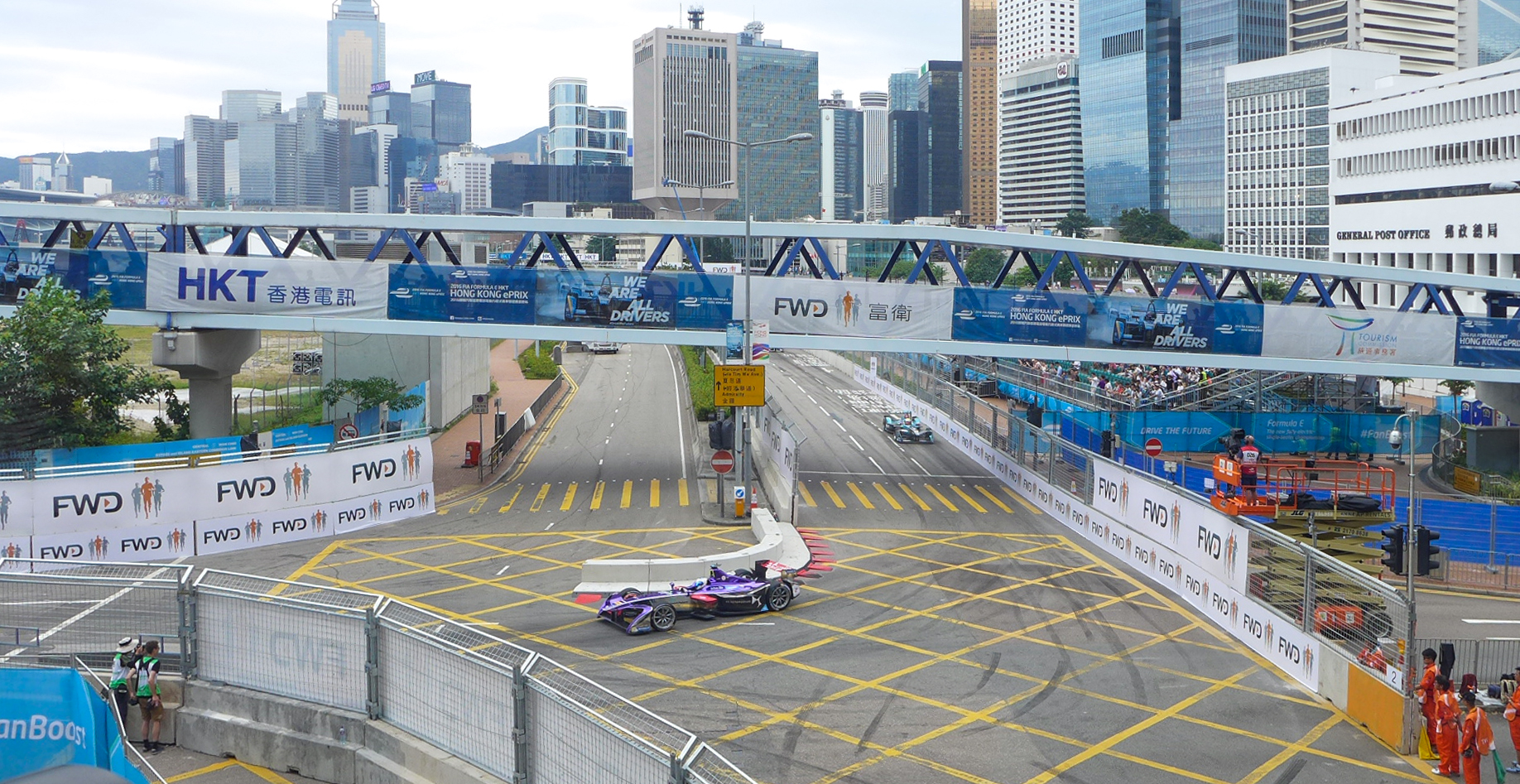
Circuit de Central Harbourfront, à Hong Kong, en 2016.
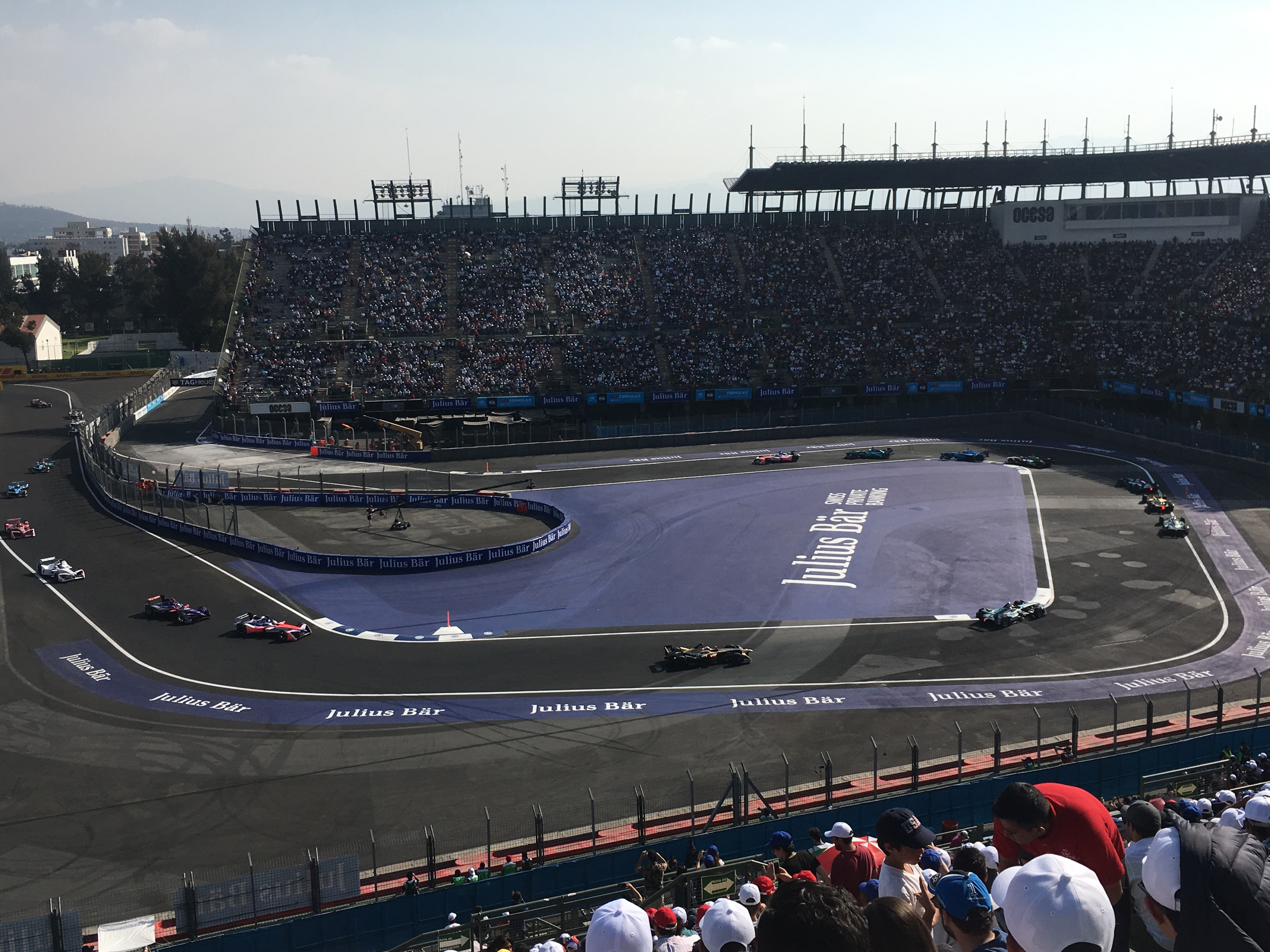
Autódromo Hermanos Rodríguez, à Mexico, en 2018.
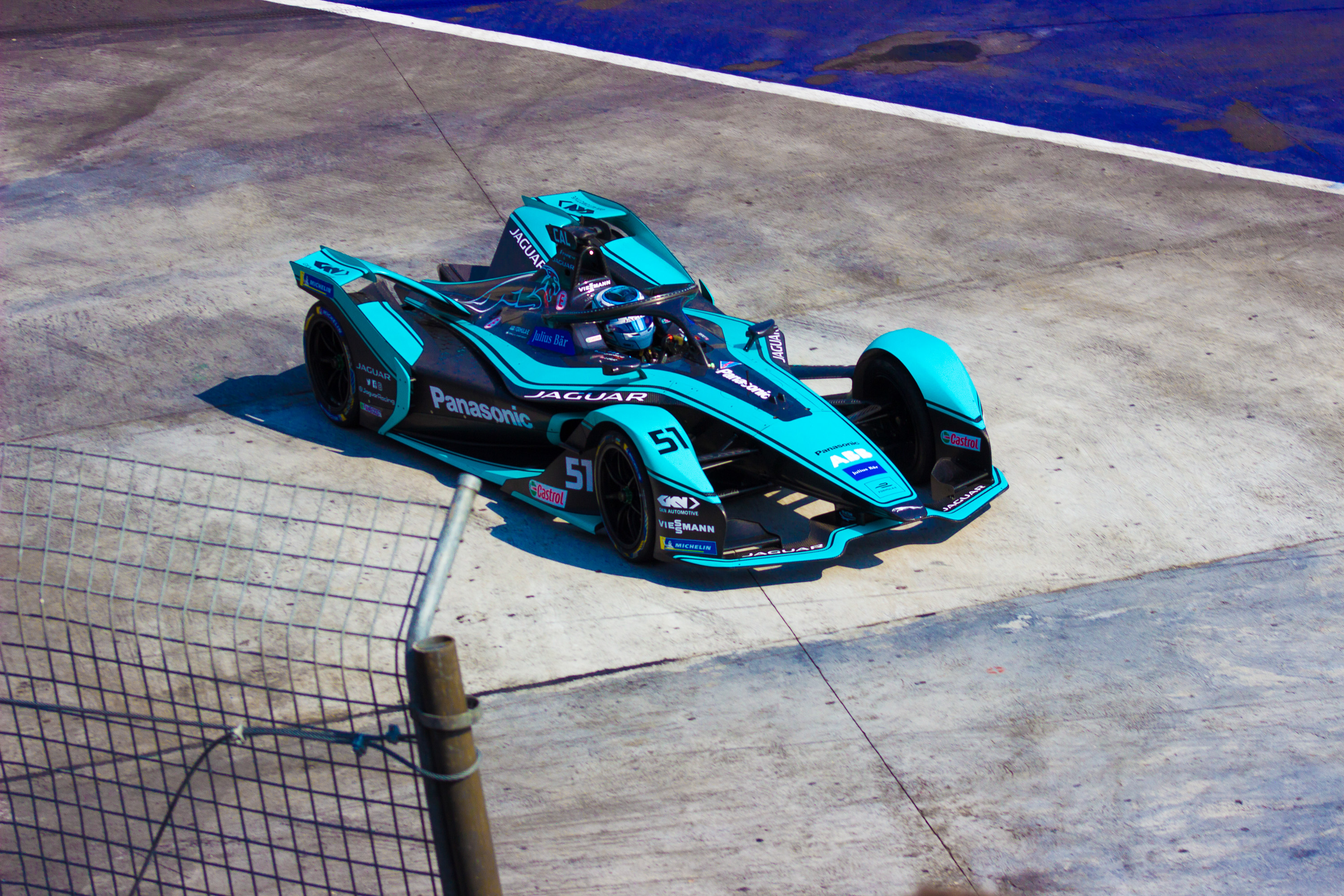
La Jaguar de James Calado, à Mexico, en 2020.

Logo de la Formule E de 2014 à 2017.
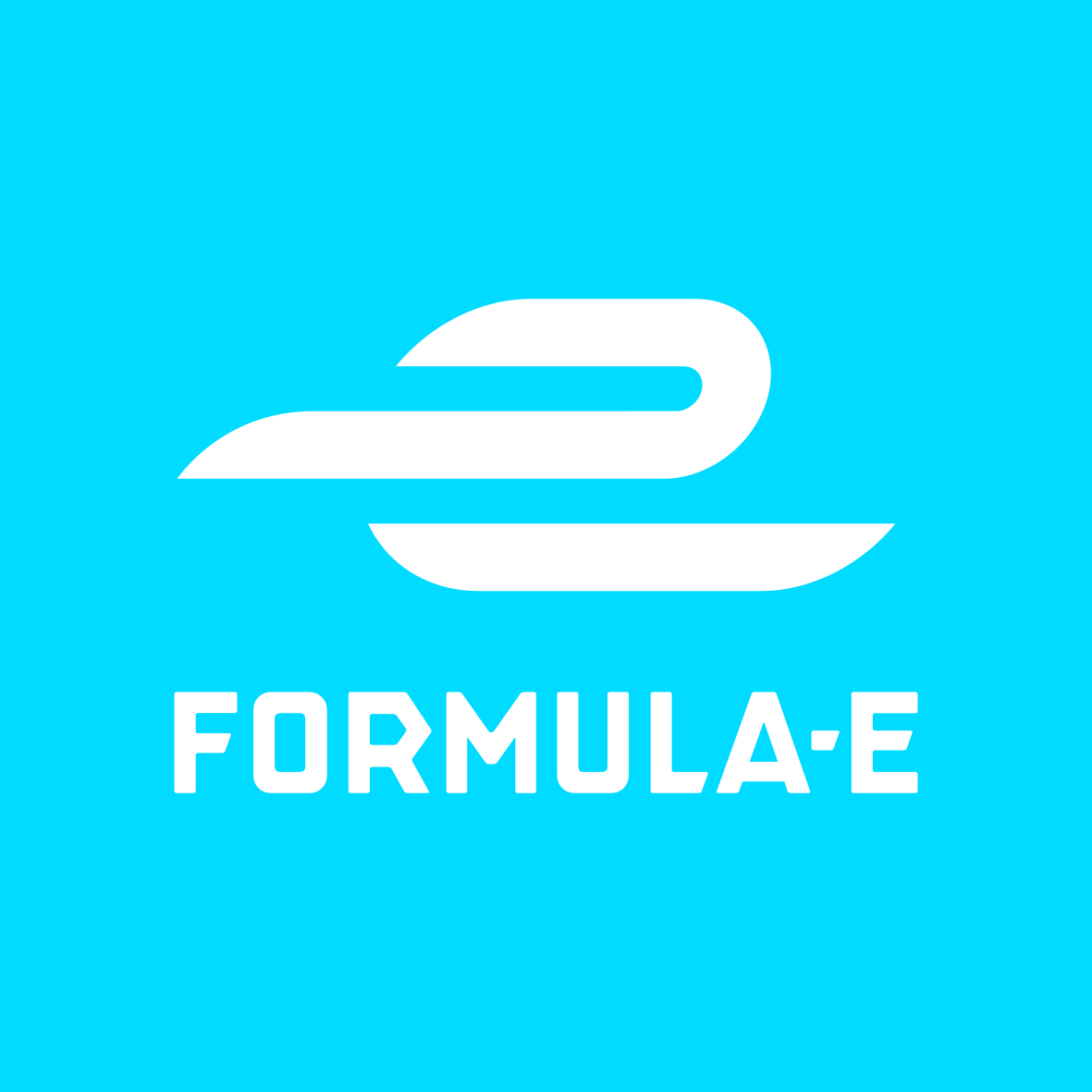
Logo de la Formule E de 2018 à 2020.
Logo de la Formule E de 2021 à 2022.
Logo de la Formule E depuis 2023.

## Diffuseurs
| - Allemagne : Sat.1. - Australie : Fox Sports. - Belgique : RTBF Auvio. - Canada : TVA Sports. - Chili : Canal 13. - Chine : CCTV-5. - Corée du Sud : KBS. - États-Unis : Fox Sports Net. - Europe : Eurosport. - France : L'Équipe et Eurosport | - Grande-Bretagne : ITV4 et BBC Sport. - Indonésie : TVRI. - Italie : Mediaset Italia. - Japon : TV Asahi et J Sports. - Malaisie : RTM. - Maroc : 2M. - Mexique : Televisa. - Nouvelle-Zélande : TVNZ. - Suisse : MySports, ainsi que SRG SSR lors de certaines courses. |